# 吴坚 (宋朝)
吴坚（?—?），字彦恺，台州天台县人，南宋政治人物。

## 生平
少年研习《春秋》。淳祐进士，初为昆山县主簿，留意县学教学。宝祐五年（1257年），由太学博士为秘书郎。德祐元年（1275年）十二月，为签书枢密院事。元朝大军南下，进逼临安府。左丞相留梦炎等人潜逃。二年（1276年）以吴坚为左丞相。太皇太后谢道清命他和右丞相文天祥到元军大营议降。之后和贾余庆为祈请使，出使元朝。